# 아르테수네이트/메플로퀸
아르테수네이트/메플로퀸(Artesunate/mefloquine)은 말라리아를 치료하는 데 사용되는 약물이다. 아르테수네이트와 메플로퀸의 고정 용량 복합제이다. 특히 비합병증성 열대열 말라리아 치료에 권장된다. 경구 투여한다.
부작용은 각 약물을 단독으로 사용할 때와 유사하다. 단독 사용 시 발생할 수 있는 부작용 가능성을 감소시키므로 복합제 사용이 권장된다. 어린이에게 적합한 제형도 있다.
아르테수네이트/메플로퀸은 2008년에 상용화되었다. 세계보건기구 필수 의약품 목록에 포함되어 있다. 브라질, 인도, 말레이시아에서 의료용으로 승인되었다. 미국에서는 상용화되지 않았다.

## 의료용
아르테수네이트/메플로퀸은 동남아시아에서 권장되는 치료제이며, 아프리카에서는 종종 아르테수네이트/아모디아퀸, 아르테메터/루메판트린, 아르테수네이트/설파독신/피리메타민이 선호된다.

## 같이 보기
- 디하이드로아르테미시닌/피페라퀸